# Gare d'Edmonds
La  gare d'Edmonds ((en) Edmonds Amtrak Station) est une gare ferroviaire des États-Unis assurant la desserte de la ville d'Edmonds, dans l'État de Washington, par les trains de l'Amtrak. C'est une gare qui dispose de personnel.

## Histoire
La gare actuelle est construite par la Great Northem Railway, en 1956.

## Service des voyageurs

### Desserte
- Lignes d'Amtrak[1] :
  - Le Cascades: Eugene - Vancouver
  - L'Empire Builder: Seattle - Chicago
- Sounder commuter rail :
  - North line